# Yu Nakajima
Pour les articles homonymes, voir Nakajima.
Yu Nakajima (中島 悠) (né le 15 février 1991 à Ebetsu, Hokkaidō) est le champion du monde 2007 du Rubik's Cube.

## Biographie
Il remporta la finale le 7 octobre 2007 à Budapest à l'âge de seize ans, avec une moyenne de 12,46 s pour chaque Rubik's Cube. Le prix est un chèque de cinq mille euros,. Son meilleur temps fut de 11,50 s.
En mai 2008, il bat le record du monde de Rubik's Cube (8,72 s), mais son record est battu le même mois par un autre jeune de dix-sept ans, Britannique.

## Record du monde détenu
| Record               | Résultat | Compétition       |
| Rubik's Cube moyenne | 11,28 s  | Kashiwa Open 2008 |

La moyenne est calculée sur cinq tentatives en enlevant le meilleur et le moins bon temps.

## Nouveaux records du monde
- Rubik's Cube : 6,77 s (Melbourne Cube Day 2010) battu par Feliks Zemdegs le 13 novembre 2010.